# Aphanius chantrei
Aphanius chantrei là một loài cá thuộc họ Cyprinodontidae. Nó là loài đặc hữu của Thổ Nhĩ Kỳ.